# Žlebič, Ribnica
Žlebič este o localitate din comuna Ribnica, Slovenia, cu o populație de 236 de locuitori.